# Salomé (film, 1923)
Pour les articles homonymes, voir Salomé.
Pour plus de détails, voir Fiche technique et Distribution.

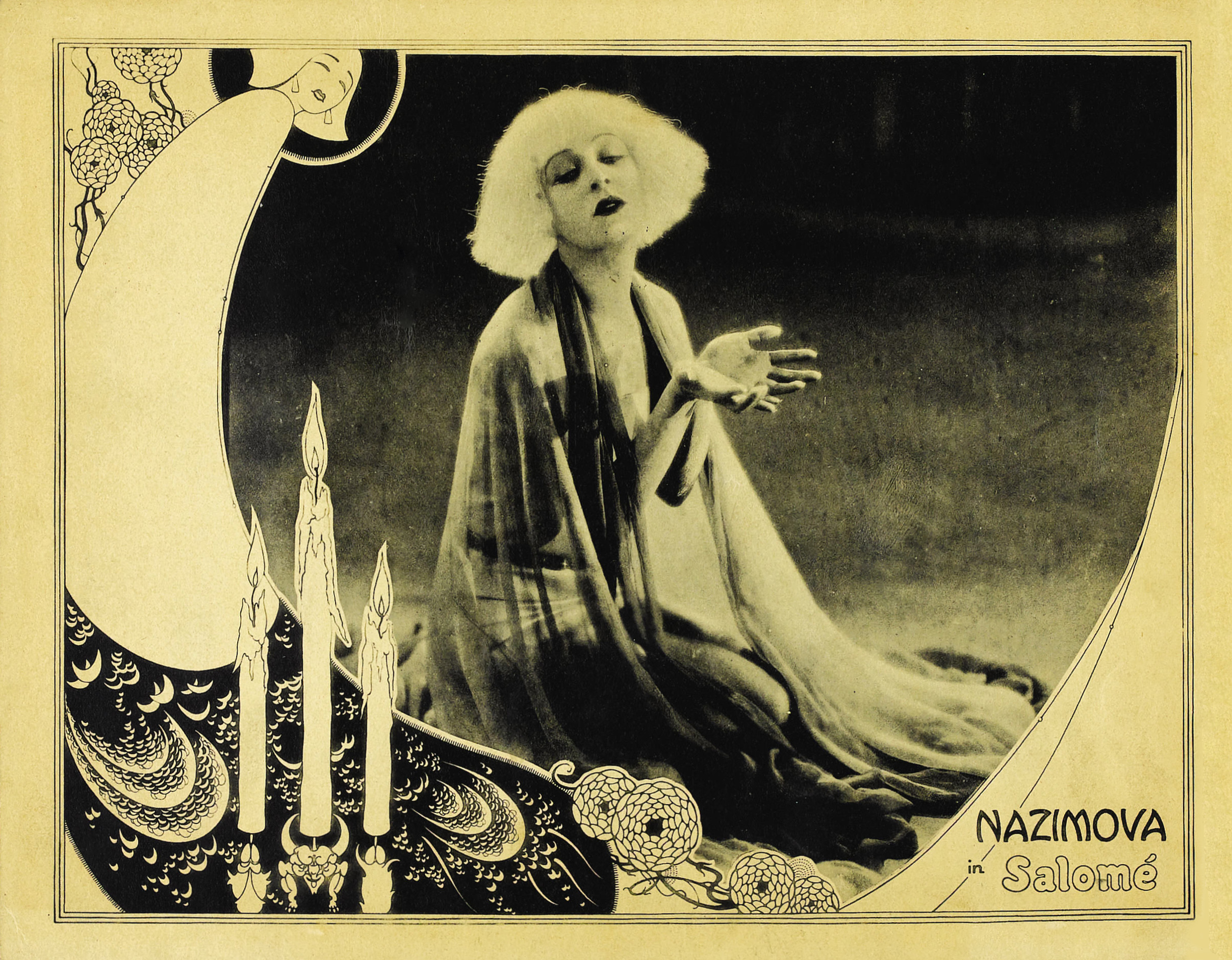
Carte promotionnelle pour le film (1922)

Salomé est un film américain muet réalisé par Charles Bryant et Alla Nazimova (non créditée) d'après la pièce d'Oscar Wilde, produit et interprété par Alla Nazimova, sorti en 1923.

## Synopsis
Hérode a emprisonné Jokaanan qui l'avait attaqué pour son mariage avec sa belle-sœur Hérodias. Cette dernière cherche un stratagème pour se venger du prophète, et songe à inclure sa fille Salomé dans sa vengeance. Salomé, de son côté, est amoureuse de Jokaanan.

## Fiche technique
- Réalisation : Charles Bryant et Alla Nazimova (non créditée)
- Scénario : Natacha Rambova (sous le nom de Peter M. Winters) d'après Oscar Wilde
- Production : Alla Nazimova
- Musique ajoutée en 2003 : Carlos U. Garza et Richard O'Meara, arragements d'Ulderico Marcelli
- Photographie : Charles Van Enger
- Photographie de seconde équipe : Paul Ivano (non crédité)
- Décors et costumes : Natacha Rambova, d'après les dessins d'Aubrey Beardsley
- Département électrique : Paul Ivano
- Durée : 72 minutes
- Format : noir et blanc - 35 mm - 1,33:1 - film muet
- Dates de sortie :
  - États-Unis : 15 février 1923
  - France : 8 mars 1924 (Paris)

## Distribution
- Mitchell Lewis : Hérode, tétrarque de Judée
- Alla Nazimova : Salomé, belle-fille d'Hérode
- Rose Dione : Hérodias, femme d'Hérode
- Earl Schenck : Narraboth, capitaine des gardes
- Arthur Jasmine : Page d'Hérodias
- Nigel De Brulier : Jokaanan, le prophète
- Frederick Peters : Naaman, le bourreau
- Louis Dumar : Tigellinus